# Línea 700 (Suburbanos Montevideo)
La línea 700 de la red de transporte  suburbano une Montevideo con el barrio el Pinar de la Ciudad de la Costa. Su punto de partida es desde el Pinar, hacia la Terminal Baltasar Brum 
.

## Recorridos
| Partida Andén 12 (Estación Baltasar Brum) - Galicia - Julio Herrera y Obes - Paysandú - República - Democracia - Daniel Muñoz - Eduardo Víctor Haedo - Avenida Italia - Avenida de las Américas - Aeropuerto viejo - Ruta 102 - (Aeropuerto de Carrasco) - Ruta Interbalnearia - Paname - Avenida Luis Giannattasio - Avenida General Artigas | Partida (Terminal Pinar de Copsa) - Avenida General Artigas - Avenida Giannattasio - Paname - Ruta Interbalnearia - Ruta 102 - (Aeropuerto de Carrasco) - Ruta 101 - Avenida de las Américas - Avenida Italia - Dr. Salvador Ferrer Serra - Martín C. Martínez - Avenida Uruguay - Ciudadela - Paysandú - Andes - (Estación Baltasar Brum) |

## Zonas
La línea 700 recorre los siguientes barrios de Montevideo: Centro, Cordón, Tres Cruces, Parque Batlle, La Blanqueada, Buceo, Unión, Malvín Nuevo, Malvín Norte, Punta Gorda, Parque Rivera, Portones, Carrasco, Carrasco Norte, Parque Miramar, como también las ciudades de Paso Carrasco y Líber Seregni, y los barrios San José de Carrasco, Lagomar Norte, Solymar Norte, Montes de Solymar, Colinas de Solymar, Pinar Norte de la Ciudad de la Costa.

## Frecuencia
- 1 unidad cada entre 20 y 40 minutos los días hábiles y sábados.
- 1 unidad cada hora los domingos.